# 星貓滿屋
《星貓滿屋》是由ARTLAND在1989年製作的日本OVA作品，全4卷。石黑昇原作、編劇、導演。

## 登場人物、配音員
- 矢追星太郎：關俊彥
- 梅法：植竹久美子（LISP）
- 喬喬：三宮忍（LISP）
- 萊拉：平田久子（LISP）
- 奇拉克：神谷明
- 艾爾露娜：戶田惠子
- 普琳普琳：高田由美
- 星貓：深雪早苗
- 嘉奈特：莊真由美
- 加藤正之（日语：加藤正之）
- 向殿麻美（日语：向殿あさみ）
- 山口健（日语：山口健）
- 澤木郁也
- 佐佐木優子
- 津久井教生
- 鈴木勝美

## 製作人員
- 導演、原作、編劇：石黑昇
- 製作：山川紀生、北村篤識
- 製作人：林大三郎、室永昭司
- 人物設定、作畫監督：杉光登
- 人物監修：美樹本晴彥
- 美術監督：金子英俊
- 攝影監督：鳥越一志（Vol.1、Vol.2）、杉山幸夫（Vol.3、Vol.4）
- 音樂：和田薰
- 音樂製作人：釘崎哲朗、吉田達夫（僅負責Vol.3）
- 音響監督：本田保則（日语：本田保則）
- 演出：北川正人
- 動畫製作：ARTLAND
- 製作、著作：(株)Walkers Company（日语：ビデオ絵本 (ウォーカーズカンパニー)）、日本電視台音楽株式會社（日语：日本テレビ音楽）

## 各卷標題一覽
1. （1989年6月16日發行）
2. （1989年8月25日發行）
3. （1989年10月25日發行）
4. （1989年12月21日發行）

## 主題歌
所有歌曲由LISP主唱，石黑昇作詞，黑石瞳編曲。
片頭曲「GALACTIC ECSTASY」 
作曲：黑石瞳
编曲：黑石瞳
作词：石黑昇
歌：LISP
片尾曲「銀色之河（銀色の河）」 
作曲：MILK
编曲：黑石瞳
作词：石黑昇
歌：LISP
插入歌 
作曲：MILK
编曲：黑石瞳
作词：石黑昇
歌：LISP

## 外部連結
- 星貓滿屋 （页面存档备份，存于） （日語）－allcinema（日语：allcinema）